# Duduk
- A duduk megszólaltatása

Nem tudod lejátszani a fájlt?
A duduk (örményül: դուդուկ, régi örmény nevén ծիրանափող tsiranapogh) egy Örményországból származó hagyományos duplanádas, hengeres furatú fafúvós hangszer, az örmény zene elengedhetetlen része. Különböző változatai igen elterjedtek a Kaukázus, a Közel-Kelet és Közép-Ázsia egyes részein.
A hangszer kiváló minőségű sárgabarackfából készül Örményországban. Általában két duduk játszik egyszerre: egyikük a fő dallamot játssza, míg a másik az alaphangot fújja körlégzéssel, csakúgy mint a zurnások. Többféle hangolásban készül, legelterjedtebb változatai a főleg szólózáshoz használt, alt fekvésű A és a B, nagyzenekari játékhoz pedig a D, más néven piccolo duduk, és ma már használják a klarinétéhoz hasonló billentyűkkel ellátott tenor és basszus változatait is, amiket kifejezetten duduk-együttesek számára fejlesztettek ki, mint amilyen pl. a jereváni Quartet Dudukner.
Számos alkalommal hallható a hangja hollywoodi filmekben is (pl. a Gladiátor elején). 
2008-ban az UNESCO az örmény dudukot és annak hangját felvette a Szellemi Kulturális Örökség listájára, mely a szervezet egyik kulturális kezdeményezése a különböző nemzetek szellemi értékeinek megőrzése céljából.